# Estadio Ernest-Wallon
El Estadio Ernest-Wallon, también conocido como Stade des Sept Deniers, es un estadio propiedad del Stade Toulousain. Su capacidad es de 19 500 espectadores después de una remodelación efectuada en el año 2000 y lleva su nombre en honor de Ernest-Wallon, primer presidente del club.

## Historia
El viejo estadio del Stade Toulousain fue expropiado y derrumbado en 1980 para la construcción del Cinturón Periférico de Toulouse. Por lo que el gobierno francés le otorgó al club los terrenos ubicados a poco más de un kilómetro del puente Twin, en el distrito de Sept-Deniers y la correspondiente indemnización. En 1978 se inició la construcción que finalizó en 1982 y el recinto se inauguró con un partido entre Les Bleus y los Stejarii.

### Inglaterra 1991
Fue una de las sedes francesas de la Copa Mundial de Rugby de 1991, donde albergó un solo partido, Canadá–Rumania por la segunda fecha del grupo D. La victoria de los primeros significó el pase histórico a la fase final.
| 9 de octubre de 1991 | Canadá                                                      | 19 – 11 | Rumania                          | Estadio Ernest–Wallon, Toulouse,                                       |                                                                        |
|                      | Tries: MacKinnon Ennis Con: Wyatt Pen: Wyatt (2) Drop: Rees |         | Tries: Lungu Sasu Pen: Nichitean | Asistencia: 10.000 espectadores Árbitro(s): Sandy MacNeill (Australia) | Asistencia: 10.000 espectadores Árbitro(s): Sandy MacNeill (Australia) |